# Mallosia jakovlevi
Mallosia jakovlevi är en skalbaggsart som beskrevs av Semenov 1895. Mallosia jakovlevi ingår i släktet Mallosia och familjen långhorningar.
Artens utbredningsområde är Iran. Inga underarter finns listade i Catalogue of Life.